# Бок, Александр Романович фон
«Обычно в классе дежурил известный скульптор фон Бок. Это был типичный «олимпиец» — человек большого роста, с крутым лбом и круглыми глазами, с олимпийской важностью в манерах.
 Как-то он подошёл к моей работе и сказал с чувством отвращения: „что вы лепите такую гадость? ведь этот натурщик Павел пьёт каждый день по поллдюжине пива, у него пропала талия (натурщик стоял спиной). Вы пойдите в Нижний музей и нарисуете спинку Германика, по ней и сделаете барельеф“».
Алекса́ндр Рома́нович фон Бок (нем. Alexander Friedrich von Bock; 7 [19] июня 1829, Рестфер, Эстляндская губерния, Российская империя — 17 [29] августа 1895, Санкт-Петербург, Российская империя) — русский скульптор немецкого происхождения, последователь академического классицизма, видная фигура среди петербургских ваятелей пореформенной эпохи, близкий ученик барона Петра Клодта; мастер монументальной и станковой пластики, создатель первого в истории памятника композитору Михаилу Глинке в Смоленске. Профессор (с 1864), руководитель скульптурного класса (в 1865–1894) Императорской Академии художеств, действительный статский советник (1885).

## Биография

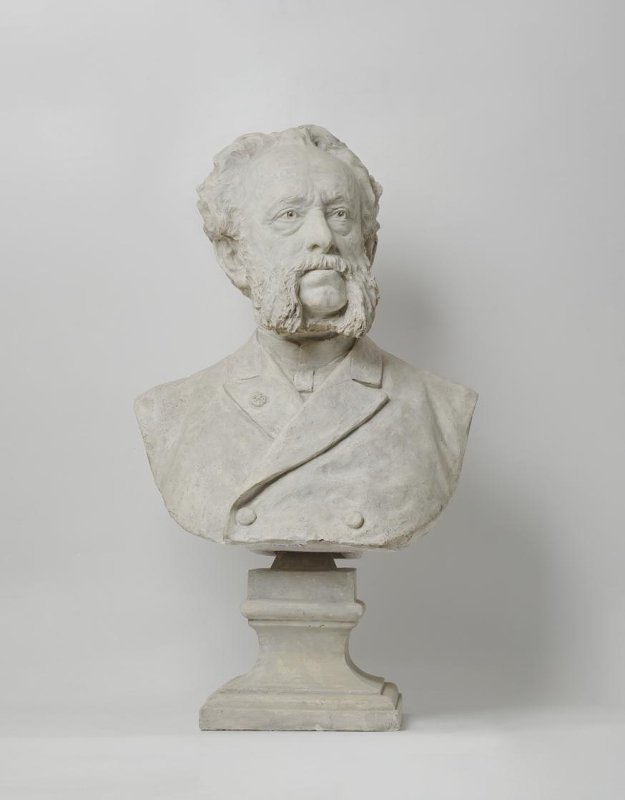
Р. Р. Бах. Бюст А. Р. фон Бока. 1895
Тонированный гипс. 72 × 53 × 33 см (бюст: 53 × 40 × 33 см, подставка: 19 × 23,5 × 23,5 см)
Музей Российской академии художеств, Санкт-Петербург

Родился в мызе Рестфер близ одноимённой деревни (ныне Реаствере) в Эстляндской губернии; из ливонских дворян, сын дерптского судьи. Окончил курс в Императорской Академии художеств (1850–1857); ученик барона Петра Клодта, имевший от последнего весомую поддержку. Во время учёбы получал награды Академии: малая серебряная медаль (1853), большая серебряная (1854), большая серебряная и малая золотая (1855) за барельеф «Милосердие самарянина», большая золотая медаль (1857) за барельеф «Распятие Христа Спасителя» (был помещен над входными дверями в домовую церковь Академии художеств:21, с 1941 года в Русском музее) и звание классного художника.
Отправлен пенсионером Академии за границу (1858), в течение шести лет (до 1864) стажировался в Германии, Франции и Италии.
По возвращении в Петербург в 1864 году, за исполненные в Риме статуи «Психея» и «Амур, отпускающий мотылька на волю» и с формулировкой «за особенное искусство и отличные познания в художествах», Бок был избран профессором Академии художеств, минуя звание академика. Оба произведения были приобретены императором, хранились в Эрмитаже, а затем поступили в Русский музей.
С января 1865 года руководил скульптурным классом Академии художеств, сменив умершего Николая Пименова; с этого же года состоял членом Совета Академии, в 1883-м был повышен в профессоры 1-й степени. Помимо службы в Академии художеств, также участвовал в деятельности Общества выставок художественных произведений (один из членов-учредителей с 1874). В июле 1894 года, по состоянию здоровья и в связи с принятием нового устава Академии художеств, вышел в отставку; с августа этого же года и до конца жизни Боку была назначена пенсия в размере 1800 рублей в год. Наиболее известными учениками Бока, впоследствии сменившими наставника в преобразованной Академии художеств, были Гуго Залеман и Владимир Беклемишев. Кроме вышеназванных, в классах Бока в разные годы состояли: Иван Подозеров и Матвей Чижов, оба перешедшие к Боку после смерти прежнего наставника Н. Пименова; пионеры эстонской скульптурной школы Амандус Адамсон и Аугуст Вейценберг; известные скульпторы петербургского модерна Роберт Бах и Мария Диллон.

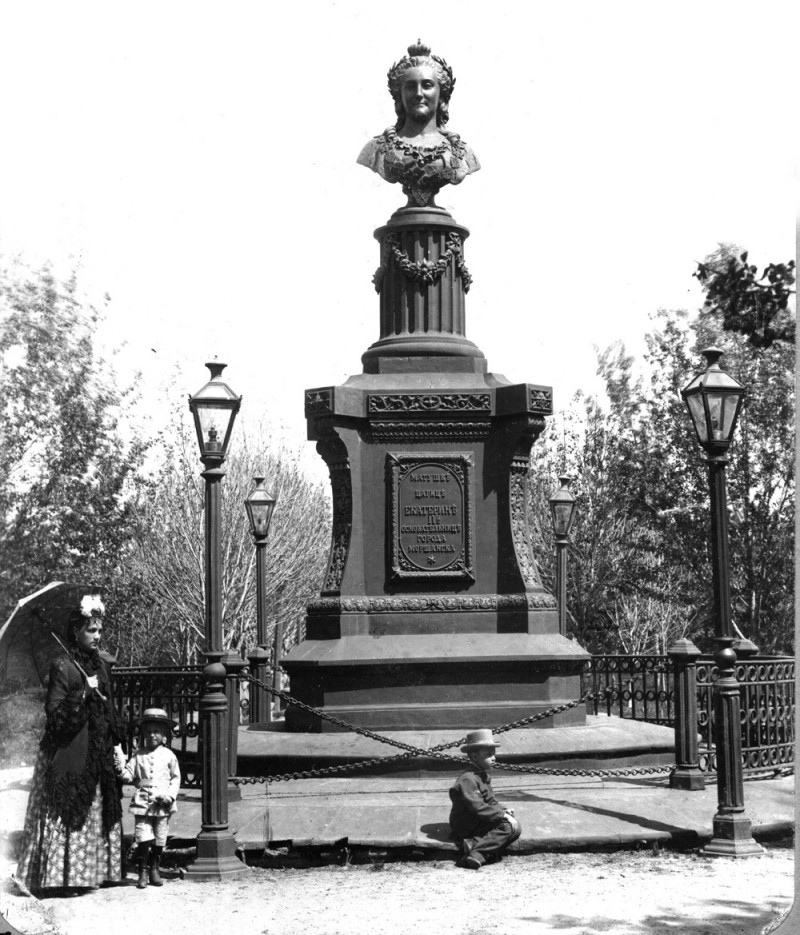
Памятник Екатерине II в Моршанске работы фон Бока. Открытка 1910-х годов

21 мая 1880 года Бок предложил академическому музею приобрести его работы — портретный бюст профессора исторической живописи Тимофея Неффа и слепок колоссального бюста-памятника Екатерине II для Моршанска, исполненного к столетию присвоения статуса города. Обе работы были приняты в музей; слепок бюста Екатерины II сохранился в фонде скульптуры Музея Академии художеств, а портрет Неффа в 1925 году был передан в Русский музей (ещё один экземпляр этого бюста, исполненный для семьи Неффа, находился в его мызе Мюнкенхоф, после Второй мировой войны и присоединения Эстонии к СССР — в Художественном музее в Таллине).
Был награждён орденами Святого Станислава 2-й степени (1870), Святой Анны 2-й степени (1875), Святого Владимира 3-й степени (1883).
Созданная Боком гипсовая, покрытая оловом композиция «Минерва, окруженная мальчиками-гениями искусств» для увенчания купола здания Академии художеств в Петербурге была признана наилучшей и была торжественно открыта в присутствии президента Академии в октябре 1885 года. В марте 1900 года скульптура была повреждена пожаром в здании Академии художеств, вслед за чем была разломана (впрочем, ещё до пожара она износилась под действием петербургского климата и предлагалась к демонтажу); в 1990-х годах, по инициативе Михаила Аникушина и под его же руководством (позднее перешедшим к Владимиру Горевому), композиция была воссоздана по сохранившейся в академическом музее модели и установлена на прежнем месте в 2003 году в ходе празднования 300-летия Петербурга
Был похоронен на Смоленском лютеранском кладбище (уч. 25).

## Главные произведения
Барельефы и горельеф
- «Милосердие самарянина» (1855);
- «Распятие Христа Спасителя» (1857);
- скульптуры «Надежда», «Амур с голубками», «Вакханка с амуром» и др. (1858—64);
- «Суд царя Соломона» на фасаде Старого Арсенала в Санкт-Петербурге (середина 1860-х; утерян после Февральской революции)[38].

Статуи
- «Амур, отпускающий мотылька на волю» (1862);
- «Психея» (1864).
- «Фавн» (1878);
- «Занозил ногу» (1884).

Монументы
- надгробие хирургу Петру Дубовицкому (после 1868; некрополь Донского монастыря)[39];
- памятник светлейшему князю Ивану Паскевичу-Эриванскому в Варшаве (1869) — завершение проекта Н. Пименова; был уничтожен в 1917 году, единственный сохранившийся барельеф «Штурм Варшавы в 1831 году» находится в Музее Войска Польского в Варшаве, миниатюрная модель работы неизвестного мастера — в Русском музее[40][41];
- памятник Михаилу Глинке в Смоленске (1885)[42][43];
- бюст императрицы Екатерины II в Моршанске (1879) — экспонировался на IV выставке Общества выставок художественных произведений; после Революции 1917 года планировался к уничтожению, но был сохранён в собрании Моршанского краеведческого музея, где долгое время приписывался Самуилу Гальбергу; вновь изготовленная копия установлена на месте оригинального монумента в 2018 году[44][21];
- «Минерва, окруженная мальчиками-гениями искусств» (1875) — была установлена в 1885 на куполе здания Академии художеств в Петербурге (повреждена пожаром и снесена в 1900 году, современная реконструкция по оригиналу Бока установлена в 2003 году).

Портреты
- П. К. Клодт (1870);
- Т. А. Нефф (1876).

## Галерея

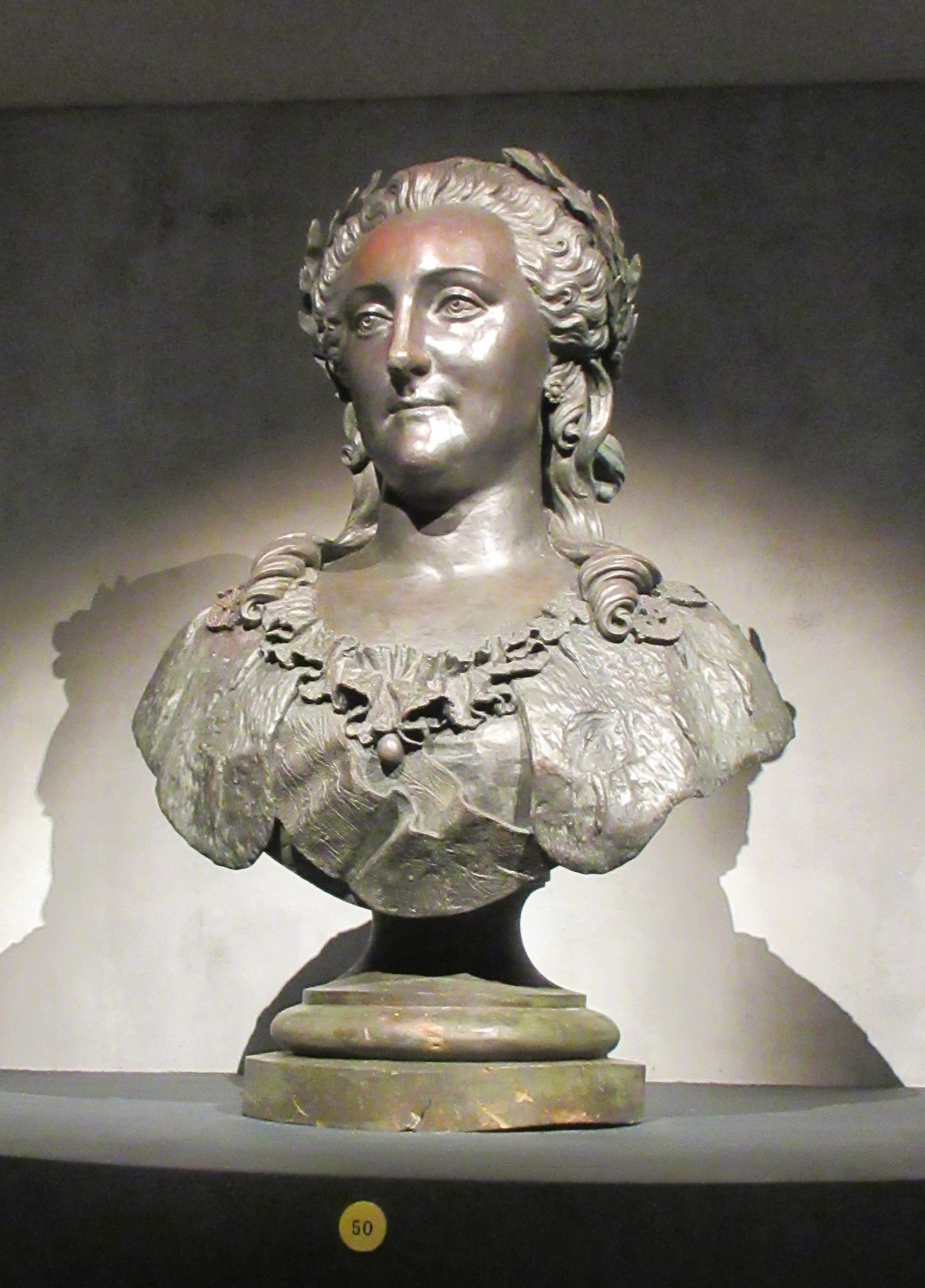
Бюст Екатерины II
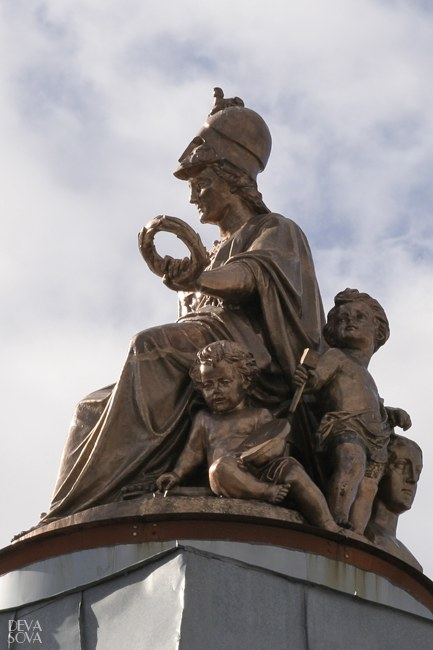
Минерва, окруженная мальчиками-гениями искусств (статуя на куполе ИАХ)
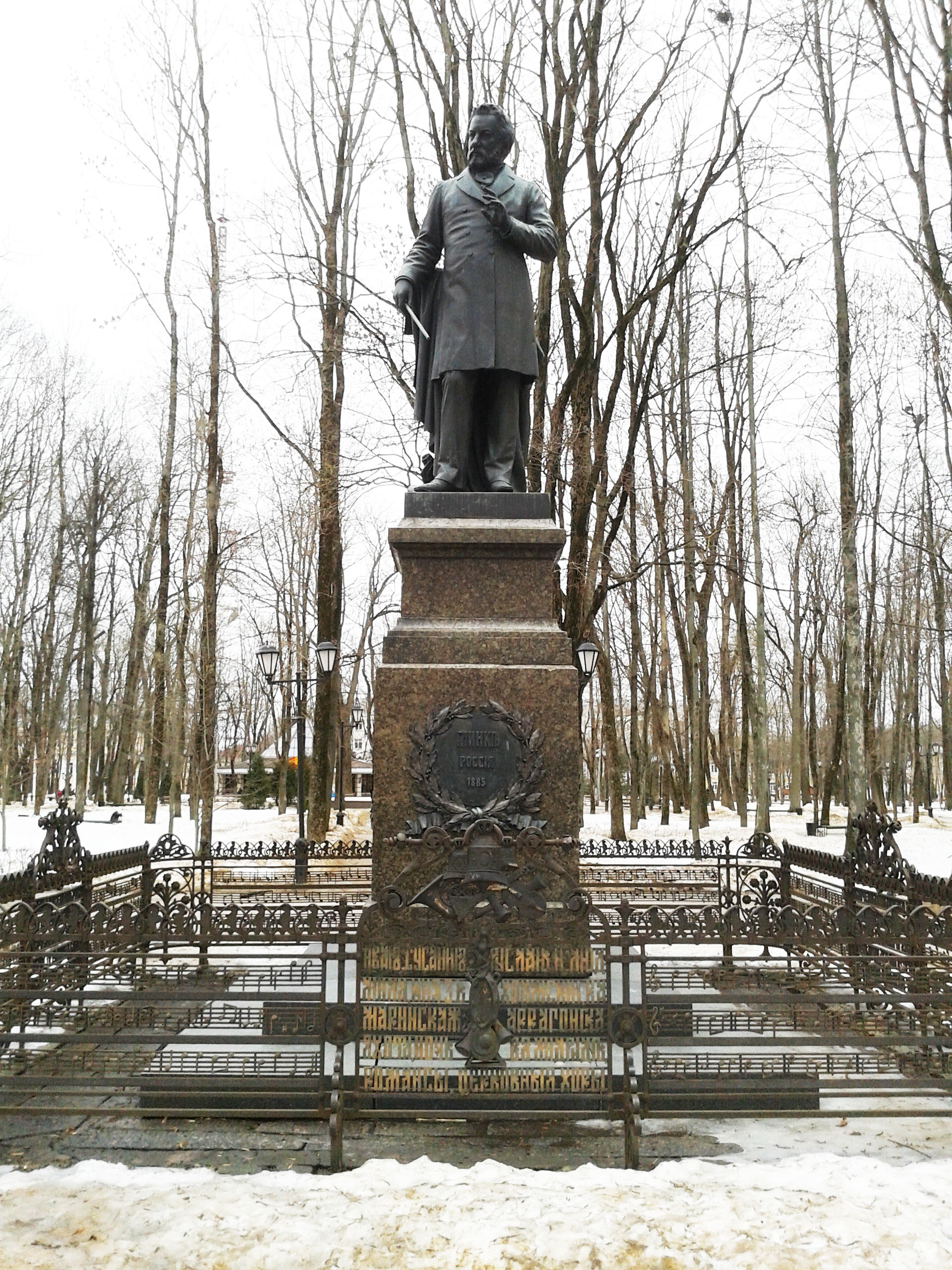
Памятник композитору М. И. Глинке в Смоленске
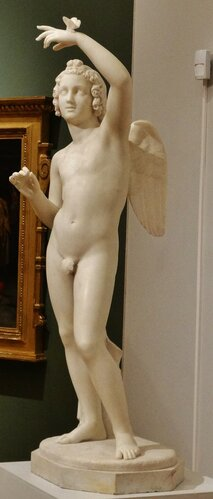
Амур, отпускающий мотылька на волю
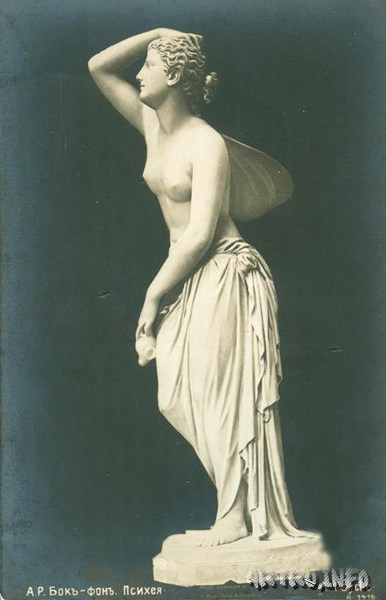
Психея
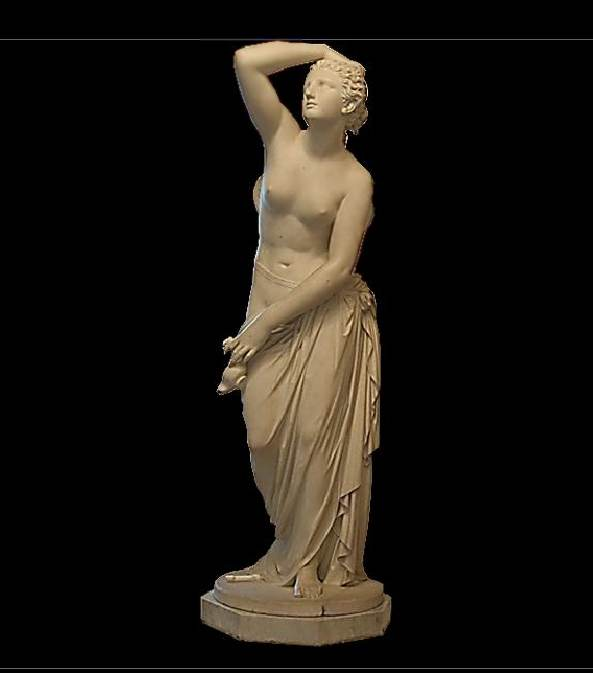
Психея в момент отчаяния